# Ennadai
Ennadai é um antigo lugar povoado no sudoeste da região de Kivalliq no território de Nunavut, Canadá. Localizada em uma península que se projeta no nordeste do Lago Ennadai a frente de uma ilha sem nome. Está a 400 km ao noroeste de Churchill em Manitoba e a 1.050 km ao oeste de Arviat, também em Nunavut.

## Ver Também
- Lista de comunidades em Nunavut

## Ligações Externas
- Ennadai Lake photos
- Ennadai Lake Relocations, 1950-1960